# Нат Тарнер
Нат Тарнер (енгл. Nat Turner, 2. октобар 1800 — 11. новембар 1831) био је вођа неуспелог устанка робова у Вирџинији 1831. године.

## Биографија
Нат Тарнер рођен је 2. октобра 1800. као роб на имању Бенџамина Тарнера у округу Саутхемптон у југозападној Вирџинији, близу границе са Северном Каролином. Његова мајка, Ненси, доведена је као робиња из Африке. Његов отац побегао је из ропства у његовом раном детињству и никада није ухваћен. Млади Нат веома рано је показао знаке натпросечне интелигенције, и научио се писмености у недељној школи уз помоћ сина свог господара. После смрти његовог господара, Нат је постао власништво Самјуела Тарнера, који га је продао свом суседу Томасу Мору, који га је оставио у наследство свом сину, Путнаму Мору. Томасова удовица донела је Ната у мираз свом другом мужу, Џозефу Травису, такође суседу, 1830. године. Једном је побегао из ропства, због суровости новог надзорника, али се сам вратио после месец дана.
Од детињства, Нат је био веома побожан, вредан и поуздан, без икаквих порока. Као такав, уживао је потпуно поверење своје господарице, госпође Травис, и постао је надзорник и проповедник, угледан међу робовима у свом крају. Уз свог господара, који је био мајстор за израду кочија, научио је основе браварског и столарског заната. У изјави коју је дао у затвору (чија аутентичност није сигурна) навео је да је од младости чуо глас Светог духа, који га је одабрао за пророка и ослободиоца своје поробљене расе, и да га је на побуну навело помрачење сунца (5. фебруара и делимично 13. августа 1831. године).
Надживео га је син, Редик, који није учествовао у побуни.

## Побуна

### Покољ белаца
Побуна је почела на имању Џозефа Трависа, у недељу, 21. августа 1831. увече. Тај део округа Саутхемптом, уз саму границу са Северном Каролином, био је у то време ретко насељен и обрастао шумом. Белаца је било мало, а поједине фарме биле су далеко једна од друге. Око 10 сати увече, уз помоћ Харка Трависа и још шесторице робова (тројица су припадала Травису, а остали суседима) наоружаних само са две секире, Нат Тарнер је напао кућу свог господара, изненадивши и побивши петоро укућана на спавању (укључујући и господареву кћерку, која је била сасвим мала). Побуњеници су овде заробили четири пиштоља и неколико мускета, килограм барута и неколико коња. Као униформу и знак распознавања, устаници су припасали црвене траке (од поставе за кочије) око појаса или преко рамена.
Устаничка дружина је опустошила скоро све суседне фарме у кругу од 10 миља, побивши све белце на које је наишла, без разлике пола и узраста. Успут је примала нове регруте, робове са заузетих фарми - до јутра 22. августа је број устаника нарастао на 15 (од чега 9 на коњима), а до поднева било их је око 60, наоружаних пушкама (већином ловачким, напуњеним сачмом за птице), мачевима, секирама и мотикама. Укупно је побијено скоро 60 белаца, већином жена и деце, без икаквог отпора изузев на фарми  капетана Џона Бароу-а, који је са пушком и пиштољем успео да их задржи довољно дуго да његова жена успе да побегне у шуму.

### Прва борба: Паркерс Филд
Предвече 22. августа устаници су стигли надомак Јерусалима, средишта округа, где су намеравали да заузму складиште оружја и снабдеју се пушкама и муницијом. Међутим, на три миље од града, док су се одмарали на опљачканој фарми Паркерс Филд, напао их је одред од свега 18 наоружаних грађана: устаници су кренули на јуриш, али је први плотун милиције оборио и ранио најхрабрије и најбоље наоружане. Остатак се расуо, тако да је уз Ната Тарнера остало једва 20 људи.

### Последња борба: Блантова фарма
Нат је покушао да подигне на устанак још робова, али је до тада узбуна била подигнута у целом крају и већина фарми је била напуштена, а неке су биле утврђене и спремне за одбрану. Тако је у зору 23. августа при нападу на једну фарму (где се затворио др Симон Блант са још четворицом белаца и наоружаним робовима који су остали уз њега) главни вођа устаника, Харк Травис, рањен и заробљен. Ово је била последња борба устаника: преживели су се разбежали на све стране, а малу групу која је остала заједно уништили су истог дана коњаници из Гринсвила, који су дошли у помоћ.

## Последице
У побуни је убијено 55-58 белаца и непознат број црнаца - у борби је погунуло најмање шесторо, а непознат број (најмање неколико десетина, укључујући бар једну жену) је побијен током потере за побуњеницима, која је трајала до краја октобра и ангажовала преко 3.000 наоружаних грађана. Око 70 црнаца је окривљено за учешће у побуни: неки су побијени без суђења, а 53 је изведено пред окружни суд у Јерусалиму - петоро су били слободни људи, остало робови. До 1. октобра 1830. окружни суд осудио је на смрт и погубио 17, 12 је осуђено на прогонство, а 29 је ослобођено и враћено власницима. Међу погубљеним робовима била је и једна жена, осуђена за издају своје господарице побуњеницима. Петоро слободних црнаца упућено је вишем суду: троје је погубљено, а двоје ослобођено.
Нат Тарнер се успешно скривао у земуници коју је ископао својим мачем на једном од опустошених имања још два месеца. Ухваћен је 30. октобра и након јавног суђења (5. новембра) осуђен је на смрт и обешен 11. новембра 1831.

## Референца
1. ↑  Drewry, William Sidney (1900). Southampton insurrection. Virginia Beach Public Library. Washington : The Neale Co.
2. ↑  Друри 1900, стр. 26.
3. ↑  Друри 1900, стр. 27.
4. 1 2  Друри 1900, стр. 28.
5. ↑  Друри 1900, стр. 30.
6. ↑  Друри 1900, стр. 33.
7. ↑  Друри 1900, стр. 25.
8. ↑  Друри 1900, стр. 34-37.
9. ↑  Друри 1900, стр. 50.
10. ↑  Друри 1900, стр. 63.
11. ↑  Друри 1900, стр. 70.
12. ↑  Друри 1900, стр. 96.
13. 1 2  Друри 1900, стр. 101.
14. ↑  Друри 1900, стр. 91.